# Inselbahn Fehmarn
| Karte von Vogelfluglinie (schwarz) und KOE (rot) |                                                               |                                      |                                      |
| Streckennummer (DB): | 1102 (Lütjenbrode–Großenbroder Fähre) 1103 (Fehmarnsund–Orth) |                                      |                                      |
| Kursbuchstrecke: | 103m (1934) 118m (1946)                                       |                                      |                                      |
| Spurweite: | 1435 mm (Normalspur)                                          |                                      |                                      |
| |                                                               |                                      |                                      |
| \| \| \| von Heiligenhafen \| \| \| \| 0,000 \| Lütjenbrode \| Lütjenbrode \| \| \| \| von Lübeck Hbf \| \| \| \| \| nach und von Großenbrode Kai \| \| \| \| 3,040 \| Großenbrode \| Großenbrode \| \| \| \| nach Puttgarden \| \| \| \| 7,100 \| Großenbroder Fähre \| Großenbroder Fähre \| \| \| \| Eisenbahnfähre \| \| \| \| 0,050 \| Fehmarnsund \| Fehmarnsund \| \| \| 2,570 \| Wulfen (Fehmarn) \| Wulfen (Fehmarn) \| \| \| 5,300 \| Burgstaaken \| Burgstaaken \| \| \| \| Anschluss Hafen Burgstaaken \| \| \| \| 7,330 \| Burg (Fehmarn) \| Burg (Fehmarn) \| \| \| 7,520 \| Fehmarn-Burg (Bft) \| Fehmarn-Burg (Bft) \| \| \| 7,980 \| Infrastrukturgrenze AKN / DB InfraGO \| Infrastrukturgrenze AKN / DB InfraGO \| \| \| 8,031 \| Burg (Fehmarn) Abzw (Bft) \| Burg (Fehmarn) Abzw (Bft) \| \| \| \| nach und von Puttgarden \| \| \| \| 8,855 \| Burg (Fehmarn) West \| Burg (Fehmarn) West \| \| \| \| nach Lübeck Hbf \| \| \| \| 10,680 \| Landkirchen \| Landkirchen \| \| \| 12,780 \| Alt Jellingsdorf \| Alt Jellingsdorf \| \| \| 14,800 \| Lemkendorf \| Lemkendorf \| \| \| 16,890 \| Petersdorf (Fehmarn) \| Petersdorf (Fehmarn) \| \| \| 20,730 \| Orth (Fehmarn) \| Orth (Fehmarn) \| \| \| \| \| \| \| Quellen: [1][2] \| \| \| \| |                                                               |                                      |                                      |
| Strecke (außer Betrieb) |                                                               | von Heiligenhafen                    | von Heiligenhafen                    |
| Bahnhof (Strecke außer Betrieb) | 0,000                                                         | Lütjenbrode                          | Lütjenbrode                          |
| Abzweig ehemals geradeaus, ehemals nach rechts und von rechts |                                                               | von Lübeck Hbf                       | von Lübeck Hbf                       |
| Abzweig geradeaus, ehemals nach rechts und ehemals von rechts |                                                               | nach und von Großenbrode Kai         | nach und von Großenbrode Kai         |
| Bahnhof | 3,040                                                         | Großenbrode                          | Großenbrode                          |
| Abzweig ehemals geradeaus und nach links |                                                               | nach Puttgarden                      | nach Puttgarden                      |
| Bahnhof (Strecke außer Betrieb) | 7,100                                                         | Großenbroder Fähre                   | Großenbroder Fähre                   |
| Eisenbahnfähre (Strecke außer Betrieb) |                                                               | Eisenbahnfähre                       | Eisenbahnfähre                       |
| Bahnhof (Strecke außer Betrieb) | 0,050                                                         | Fehmarnsund                          | Fehmarnsund                          |
| Haltepunkt / Haltestelle (Strecke außer Betrieb) | 2,570                                                         | Wulfen (Fehmarn)                     | Wulfen (Fehmarn)                     |
| Haltepunkt / Haltestelle (Strecke außer Betrieb) | 5,300                                                         | Burgstaaken                          | Burgstaaken                          |
| Abzweig geradeaus und von rechts (Strecke außer Betrieb) |                                                               | Anschluss Hafen Burgstaaken          | Anschluss Hafen Burgstaaken          |
| Bahnhof (Strecke außer Betrieb) | 7,330                                                         | Burg (Fehmarn)                       | Burg (Fehmarn)                       |
| Haltepunkt / Haltestelle Strecke bis hier außer Betrieb | 7,520                                                         | Fehmarn-Burg (Bft)                   | Fehmarn-Burg (Bft)                   |
| Wechsel des Eisenbahninfrastrukturunternehmens | 7,980                                                         | Infrastrukturgrenze AKN / DB InfraGO | Infrastrukturgrenze AKN / DB InfraGO |
| Blockstelle | 8,031                                                         | Burg (Fehmarn) Abzw (Bft)            | Burg (Fehmarn) Abzw (Bft)            |
| Abzweig geradeaus, nach rechts und von rechts |                                                               | nach und von Puttgarden              | nach und von Puttgarden              |
| Dienststation / Betriebs- oder Güterbahnhof | 8,855                                                         | Burg (Fehmarn) West                  | Burg (Fehmarn) West                  |
| Abzweig ehemals geradeaus und nach links |                                                               | nach Lübeck Hbf                      | nach Lübeck Hbf                      |
| Bahnhof (Strecke außer Betrieb) | 10,680                                                        | Landkirchen                          | Landkirchen                          |
| Haltepunkt / Haltestelle (Strecke außer Betrieb) | 12,780                                                        | Alt Jellingsdorf                     | Alt Jellingsdorf                     |
| Bahnhof (Strecke außer Betrieb) | 14,800                                                        | Lemkendorf                           | Lemkendorf                           |
| Bahnhof (Strecke außer Betrieb) | 16,890                                                        | Petersdorf (Fehmarn)                 | Petersdorf (Fehmarn)                 |
| Kopfbahnhof Streckenende (Strecke außer Betrieb) | 20,730                                                        | Orth (Fehmarn)                       | Orth (Fehmarn)                       |
| |                                                               |                                      |                                      |
| Quellen: |                                                               |                                      |                                      |

Die Inselbahn Fehmarn ist eine weitgehend abgebaute normalspurige Eisenbahnstrecke auf der schleswig-holsteinischen Ostseeinsel Fehmarn und dem benachbarten Festland. Sie wurde 1905 von der Kreis Oldenburger Eisenbahn in Betrieb genommen. Zwischen 1963 und 1995 wurde die Strecke abschnittsweise stillgelegt.
Seit 2010 ist ein kurzer Streckenabschnitt in Form einer Stichverbindung zwischen dem Betriebsbahnhof Burg West an der Bahnstrecke Lübeck–Puttgarden und dem Bahnhof Fehmarn-Burg erneut in Betrieb. Der Verkehr ruht jedoch seit 2022 aufgrund der Bauarbeiten für die Feste Fehmarnbeltquerung.

## Streckenbeschreibung
Die Strecke verband die Fehmarnschen Ortschaften Orth, Petersdorf, Landkirchen, Burg, Burgstaaken, Wulfen und den Fähranleger Fehmarnsund über die Eisenbahnfähre Großenbrode Fähre–Fehmarnsund mit Großenbrode und Lütjenbrode auf dem Festland.
Beim Haltepunkt Burgstaaken zweigte eine kurze Anschlussbahn zum Hafen ab.

## Betrieb und Geschichte
Die Inselbahn wurde am 8. September 1905 als Kleinbahn Lütjenbrode-Orth der Kreis Oldenburger Eisenbahn eröffnet.
Anders als etwa die Inselbahnen der meisten Nordseeinseln war die Strecke in Normalspur angelegt, so dass ein durchgehender Zugverkehr vom Festland möglich war. Hierbei wurden die Züge mit einer Eisenbahnfähre vom Fährhafen Großenbroder Fähre – nicht zu verwechseln mit dem Fähranleger Großenbrode Kai, von wo aus in den 1950er Jahren der Zugverkehr nach Gedser in Dänemark abgewickelt wurde – auf die Insel übergesetzt.
Die Betriebsführung lag zunächst bei den Preußischen Staatsbahnen und ab 1923 bei der Deutschen Reichsbahn (DR). 1924 wurde die Betriebsführung an die Elmshorn-Barmstedt-Oldesloer Eisenbahn übergeben, die Fahrzeuge kamen weiterhin von der DR. Es wurde aber auch ein eigener Triebwagen beschafft. Wegen Unzufriedenheit mit der Betriebsführung wurde diese 1931 durch die KOE selber übernommen, dazu wurden eigene Fahrzeuge beschafft. 1941 übernahm die DR die Bahn vollständig, einschließlich der Fahrzeuge.
1903 bis 1927 war die eingleisige Fähre Fehmarnsund mit einer Verbund-Dampfmaschine von 95 kW (130 PS) von Großenbrode Fährhafen über den Fehmarnsund im Einsatz, die zwei Güterwagen transportieren konnte. Personenwagen wurden noch nicht trajektiert. Im November 1927 wurde sie von der mit 2 × 175 kW (2 × 240 PS) angetriebenen Fehmarn abgelöst, die mit ihren 137 m Gleislänge auch Reisezugwagen befördern konnte. 1951 wurde dieses Schiff auf Dieselantrieb umgestellt und um 15 m verlängert. Im Dezember 1949 konnte die DR zusätzlich die Frauke einsetzen, die unter ihrem neuen Namen Schleswig-Holstein mit ihren 41 m Länge bis zu vier Eisenbahnwagen aufnehmen konnte. Sie war ursprünglich in Königsberg für die deutsche Luftwaffe gebaut worden und zum Ende des Zweiten Weltkriegs in Rendsburg um 14 m verlängert worden. Sie wurde mit ihren beiden 150 kW (200 PS) Dieselmotoren nach ihrer Modernisierung als „eleganteste“ der Sundfähren bezeichnet.
Die Lokomotiven für den insularen Streckenteil waren in Burg stationiert, so dass meist nur die Wagen auf der Fähre befördert werden mussten. Später wurde der Betrieb auf Triebwagen der Baureihen VT 95 und 98 umgestellt.
Nach Aufgabe des Personenverkehrs von Burg nach Orth am 2. Juni 1956 und zum Bahnhof Fehmarnsund am 30. April 1963 – zeitgleich zur Eröffnung der Fehmarnsundbrücke als fester Verbindung zum Festland – wurde die Fährverbindung von Großenbrode nach Fehmarn eingestellt.
Der Zugverkehr mit dem Festland und der Fernverkehr nach Dänemark werden seitdem über die Strecke von Großenbrode nach Puttgarden abgewickelt.
Die alte Inselbahn wurde mit dieser Strecke zunächst noch über ein Gleisdreieck auf Höhe der Stadt Burg auf Fehmarn verknüpft.
Die Bedeutung der eigentlichen Inselbahn ging jedoch auch im Güterverkehr immer weiter zurück, denn die Versorgung mit Gütern und die Verladung der landwirtschaftlichen Erzeugnisse der Insel erfolgte immer weniger auf dem Seeweg, so dass die Anbindung der Häfen Orth und später auch Burgstaaken an die Inselbahn nicht mehr notwendig war. So wurden zunächst der Güterverkehr von Burg über Wulfen zur nicht mehr existierenden Sundfähre, aber auch derjenige zum Orther Hafen eingestellt. Es verblieb somit noch die Strecke zwischen Burgstaaken und Petersdorf.
Die Strecke Burg–Burgstaaken wurde im Jahre 1980 und die Strecke Landkirchen–Petersdorf zum 28. Mai 1988 stillgelegt.
Noch bis zum 25. September 1983 verkehrte zum Bahnhof Burg auf Fehmarn über die Stichstrecke Burg West–Burg a. F. der bei den Ostseeurlaubern beliebte Fehmarn-Express – dieser umfuhr Hamburg via Büchen–Lüneburg.  Der Zug fuhr zunächst bis Puttgarden und setzte dann nach Burg zurück. Am 1. Februar 1995 wurde der letzte Abschnitt zwischen Burg und Landkirchen, auf dem noch Güterverkehr betrieben wurde, stillgelegt; nachdem schon ein Jahr früher, zum 1. März 1994, die Bedienung des Bahnhofes Burg beendet worden war. Die aufgegebenen Eisenbahntrassen lagen viele Jahre brach und wurden anschließend teilweise mit Radwegen überbaut.

### Historische Aufnahmen

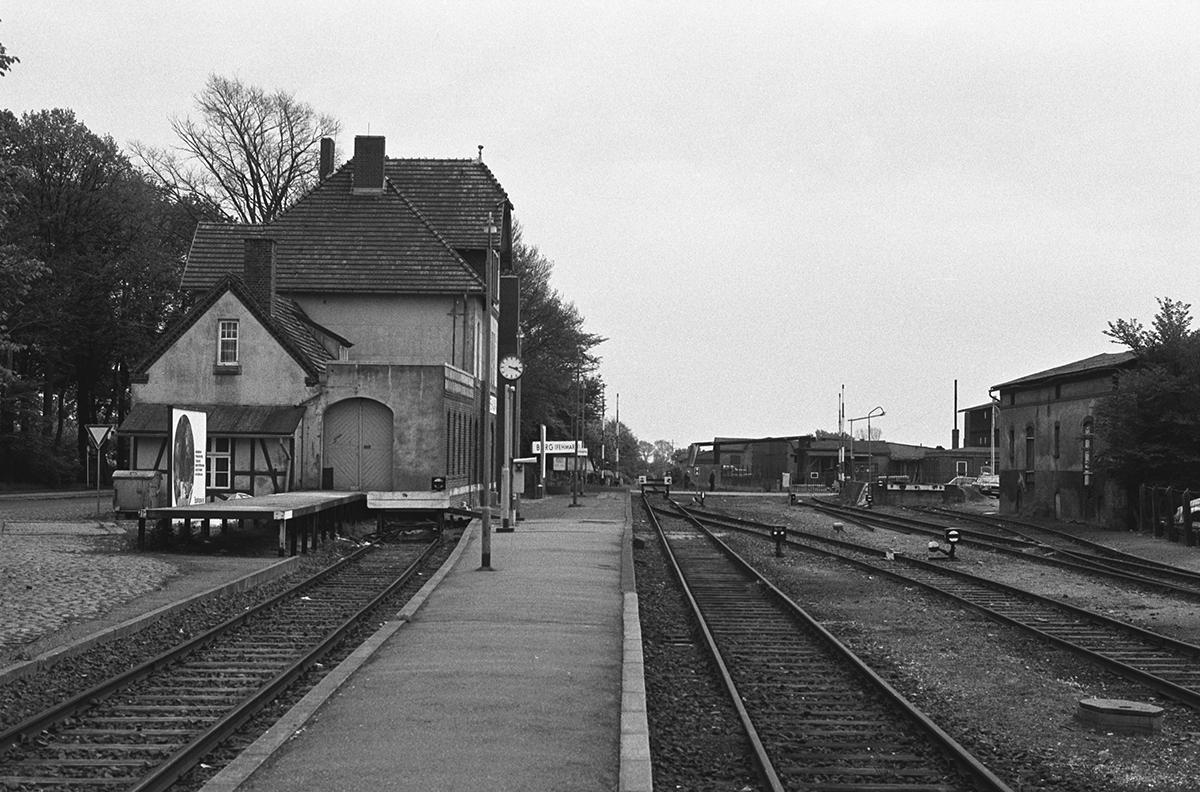
Der Bahnhof Burg auf Fehmarn 1983
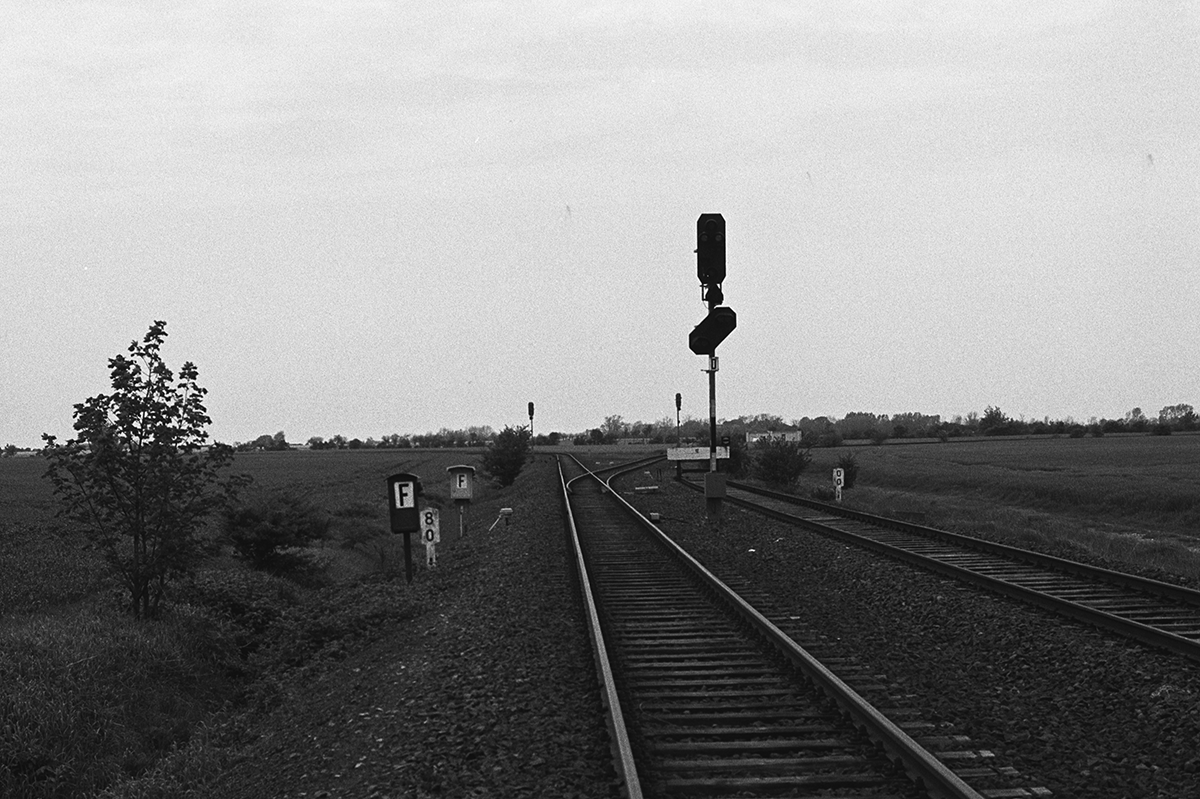
Die Ausfahrt des Bahnhofs Burg, geradeaus Richtung Fehmarnsund-Brücke, rechts abzweigend Richtung Puttgarden (1983)
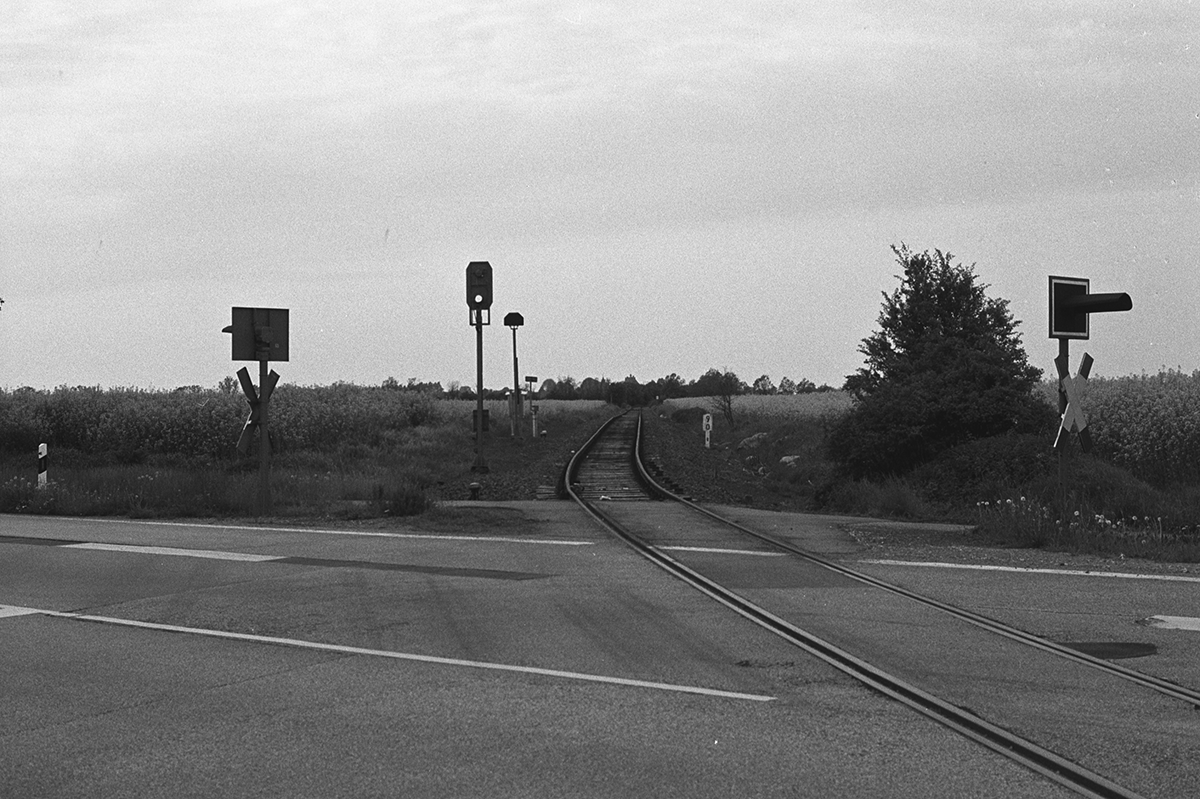
Die Strecke Richtung Landkirchen und Orth überquert die B207 (1983)
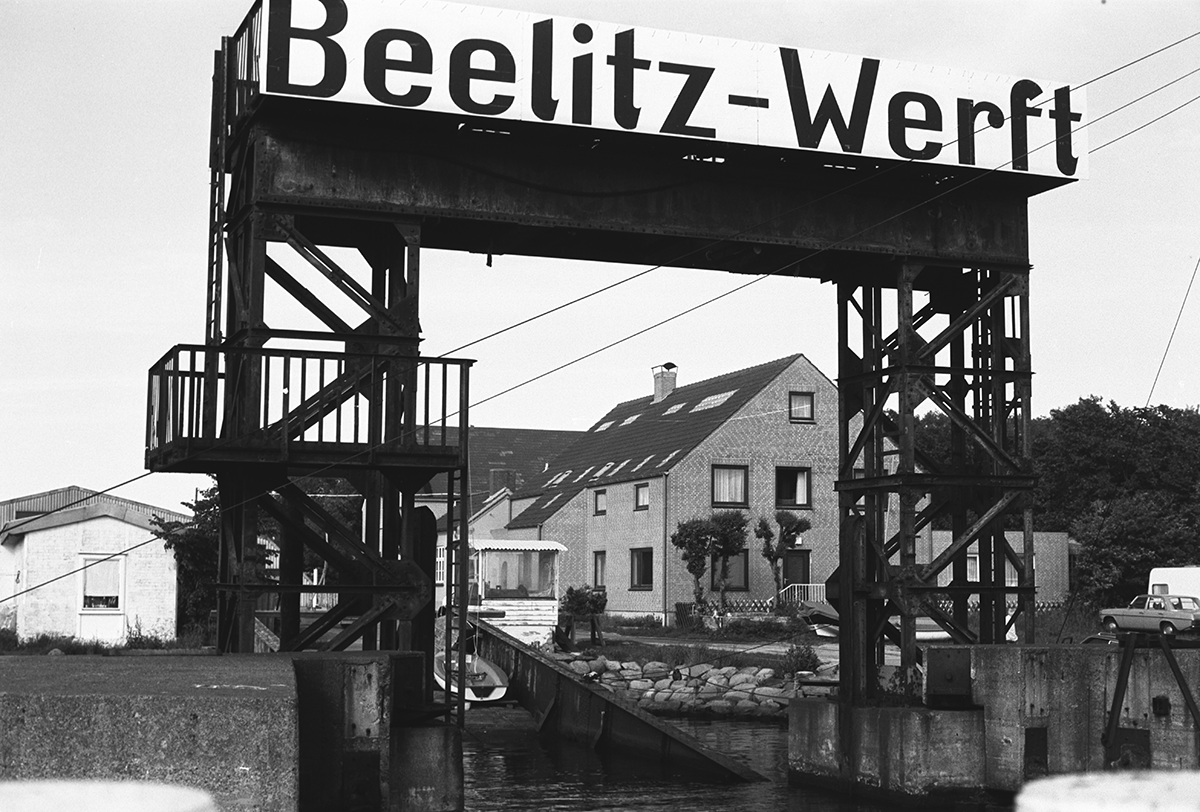
Der frühere Fähranleger dient einer Werft als Slipanlage (1984)

### Heutiger Zustand

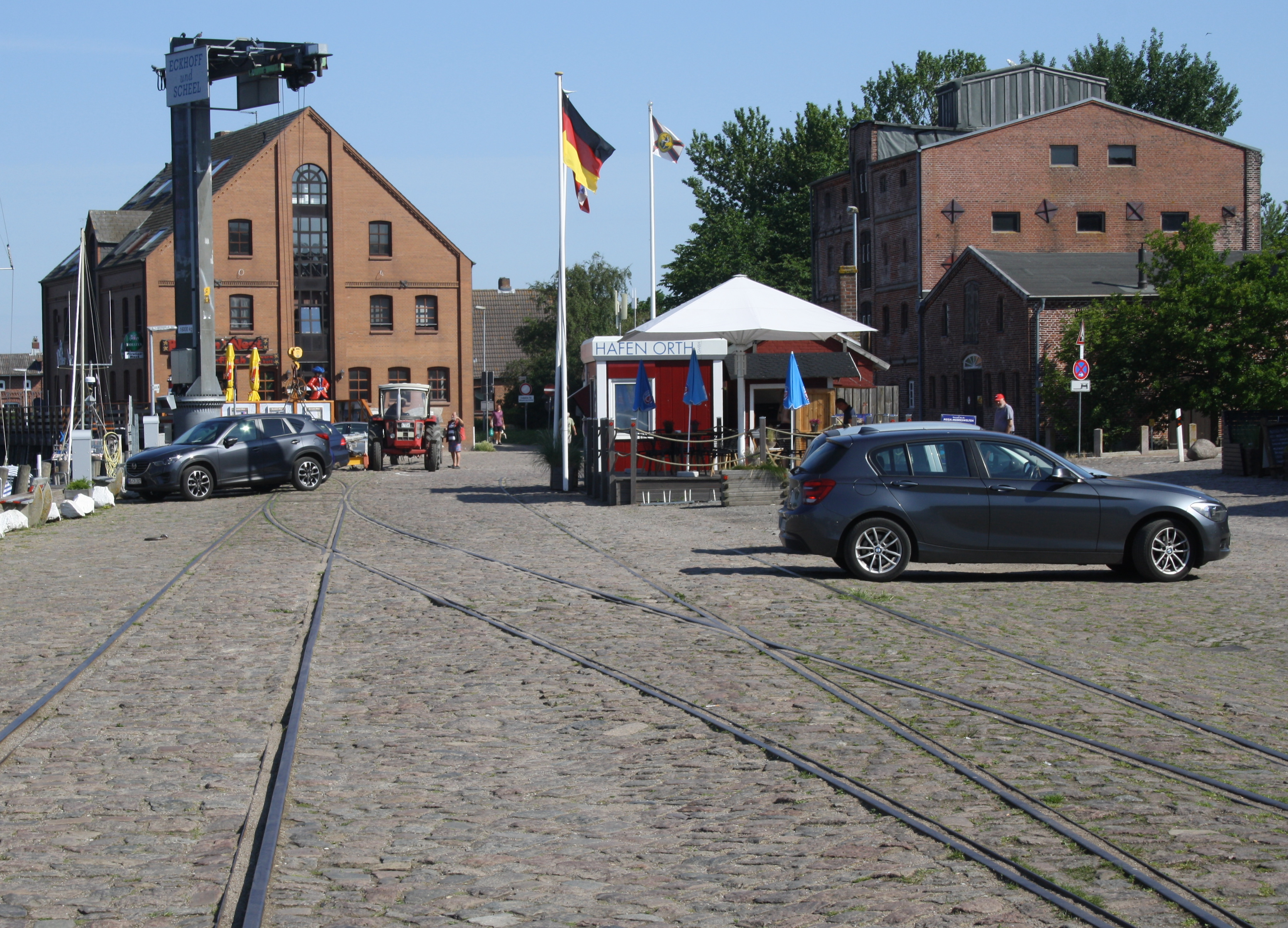
Verbliebene Gleise im Bahnhof Orth
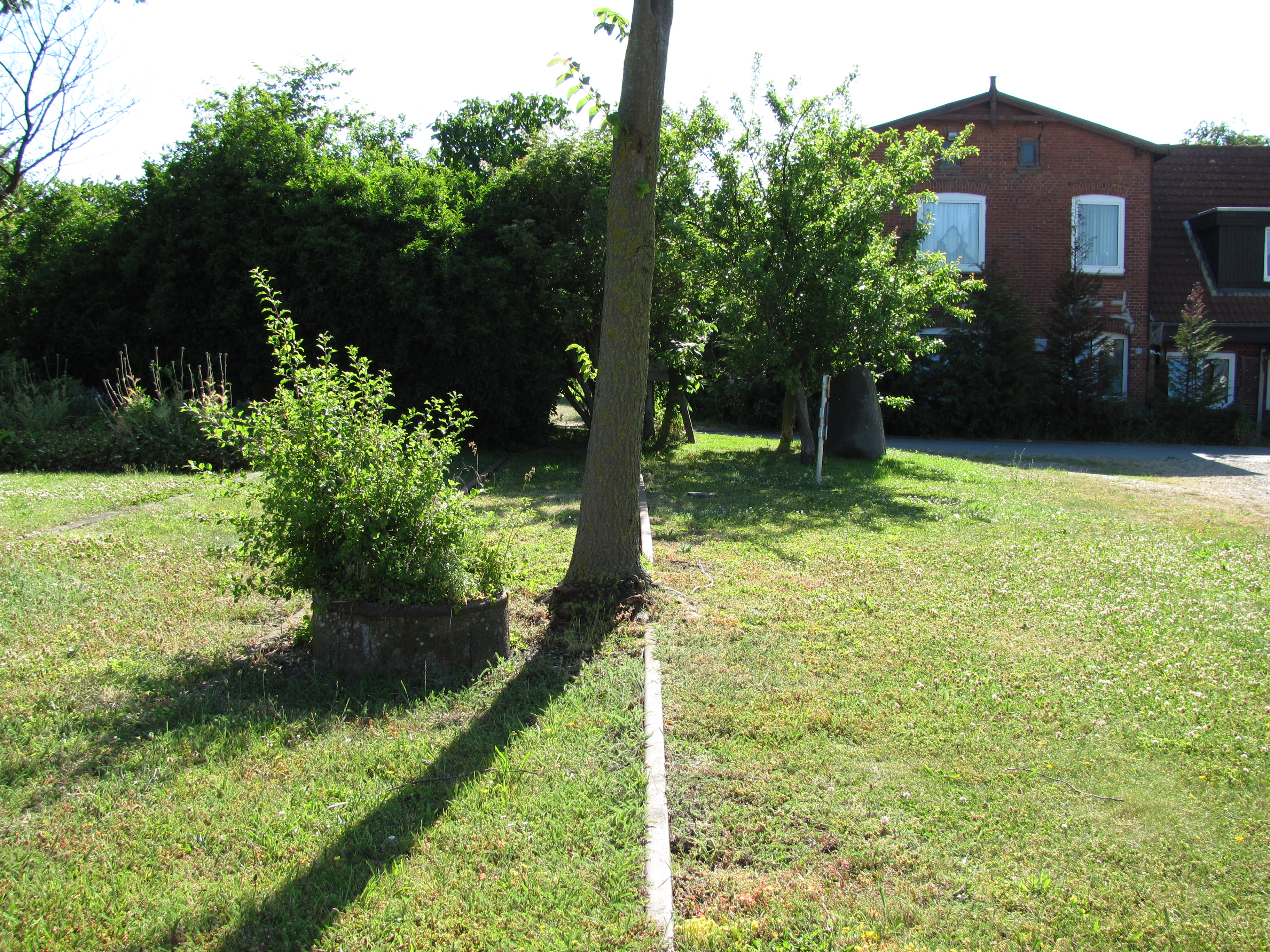
Ehemaliger Bahnhof Petersdorf
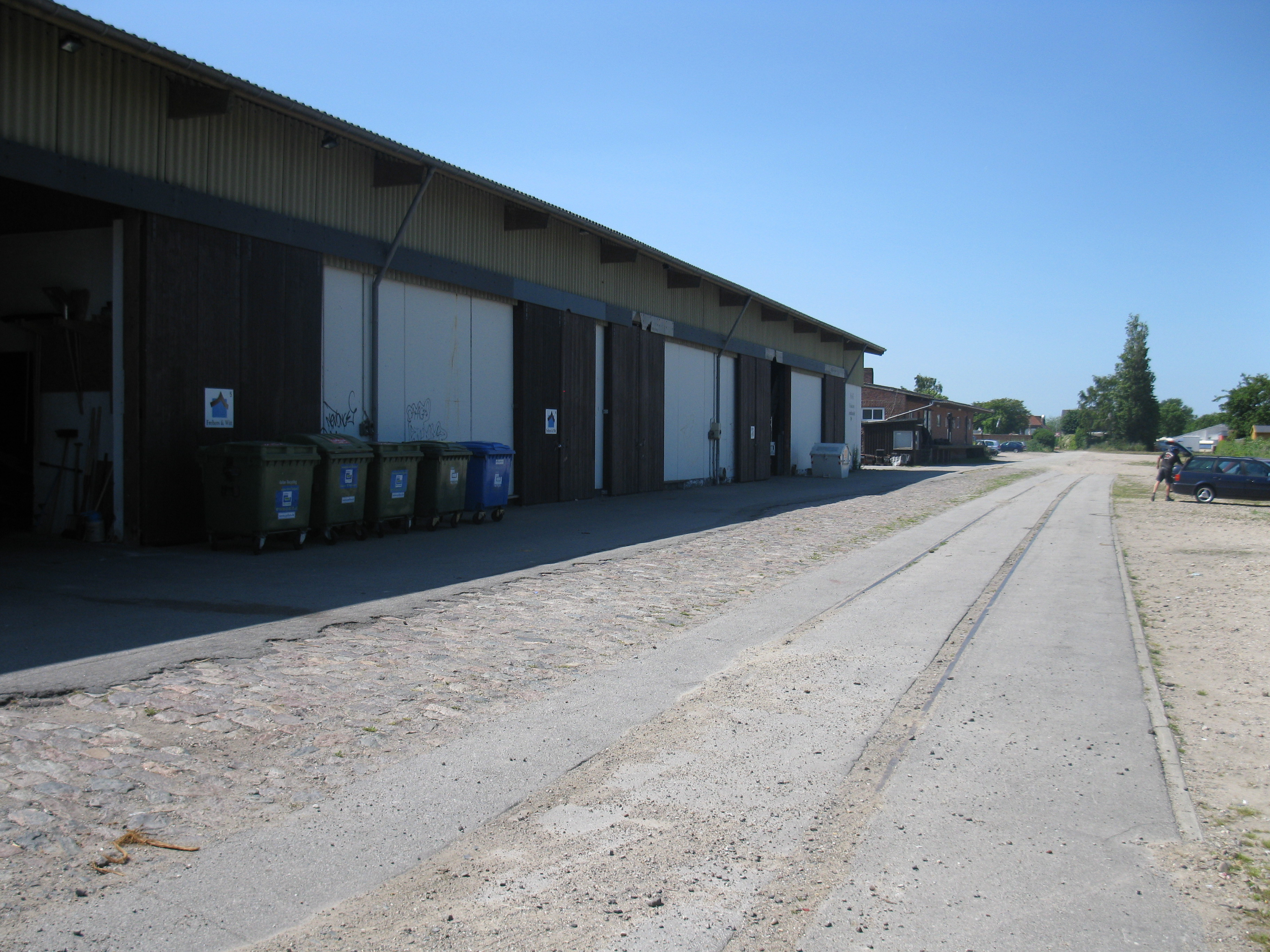
Ehemaliger Lagerschuppen der Inselbahn Fehmarn in Landkirchen
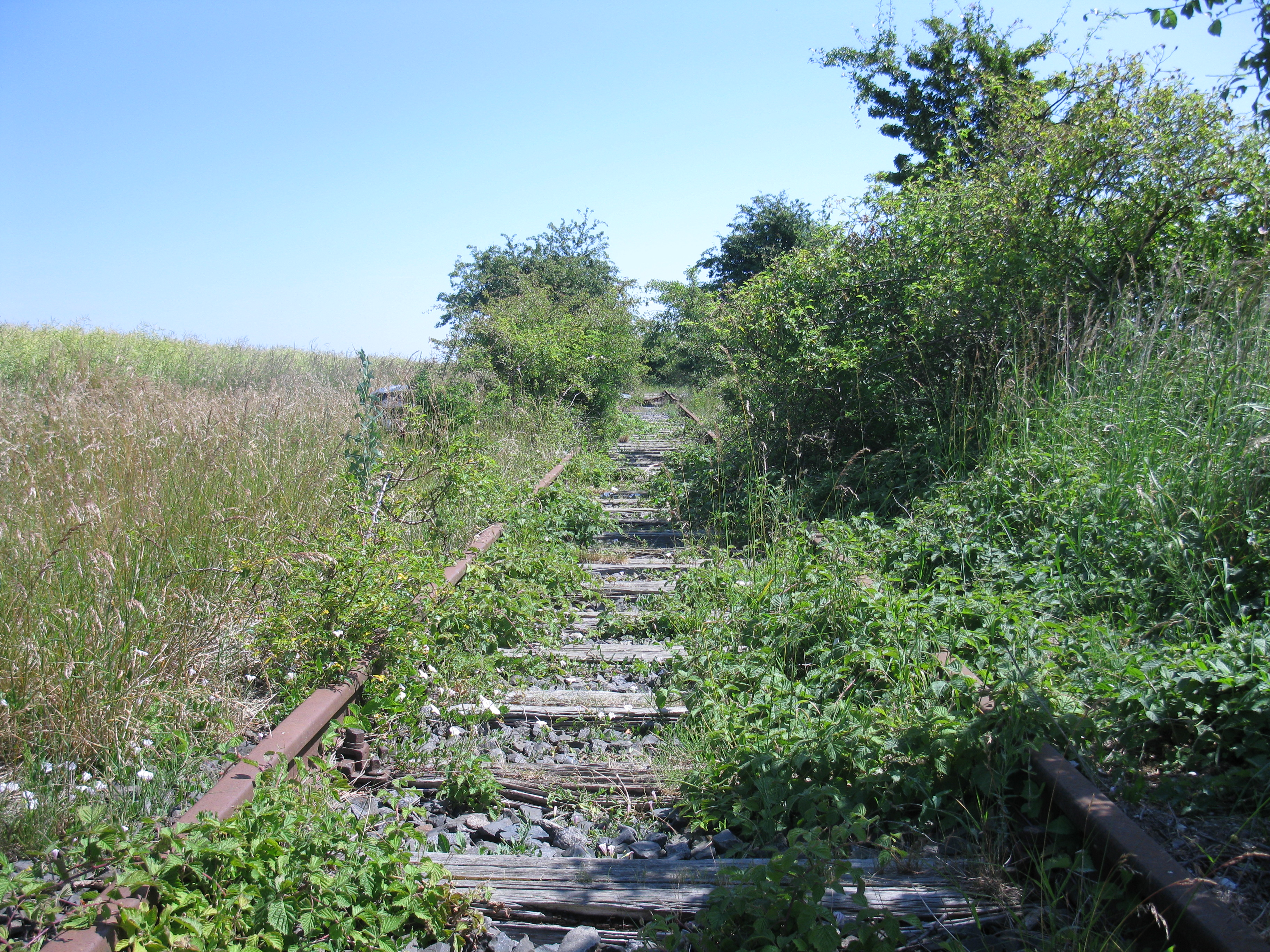
Ehemalige Trasse der Inselbahn Fehmarn bei Landkirchen
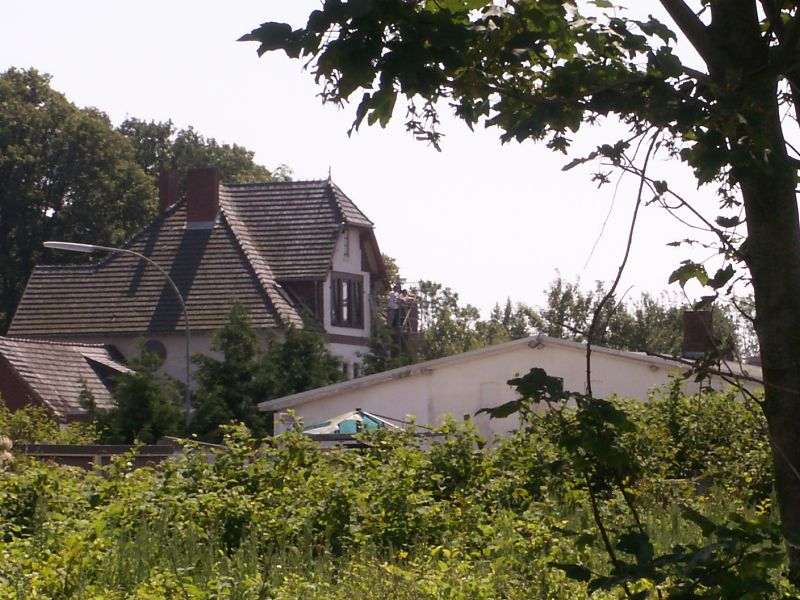
Der Bahnhof Burg auf Fehmarn
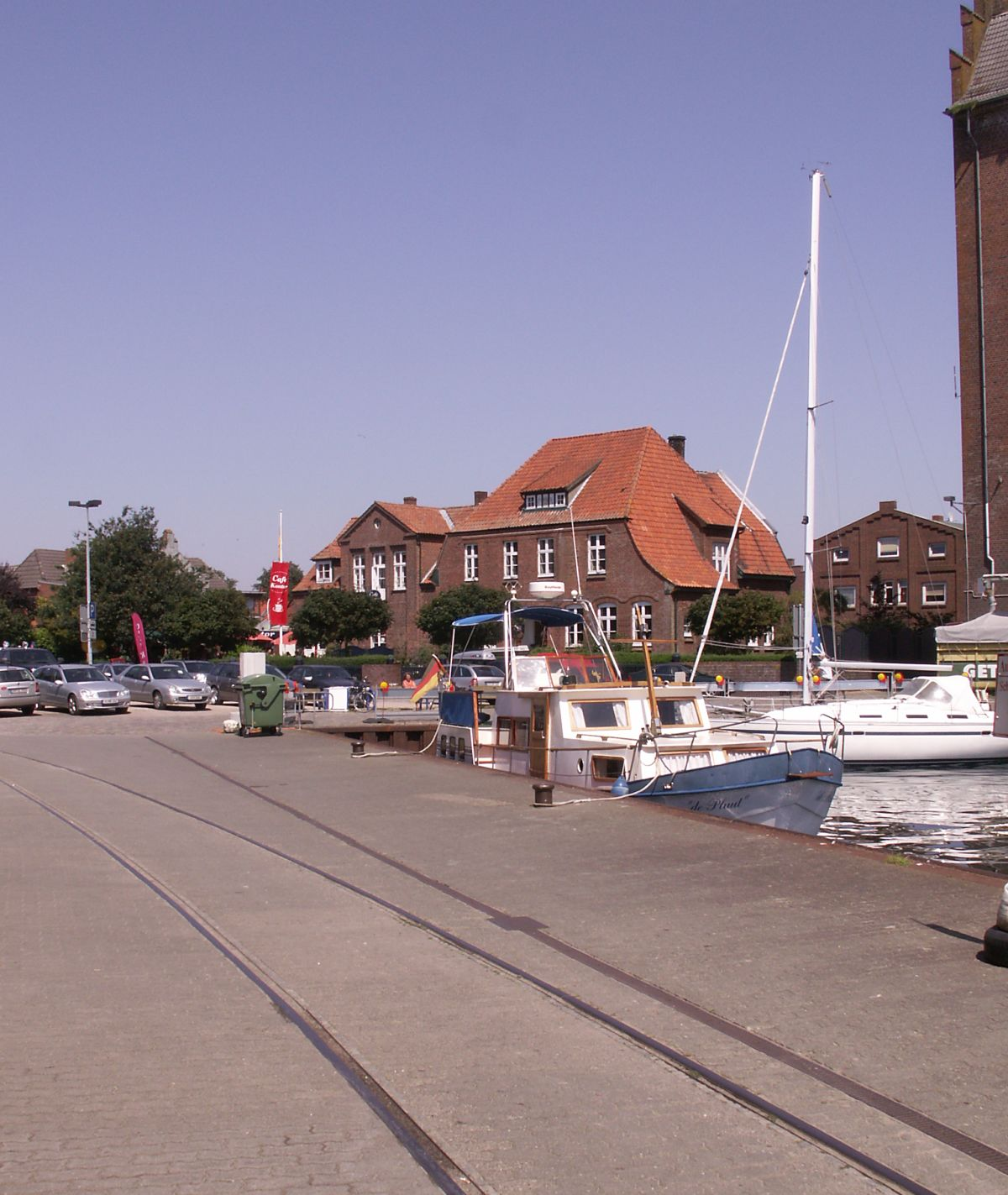
Burgstaakener Hafenbahn
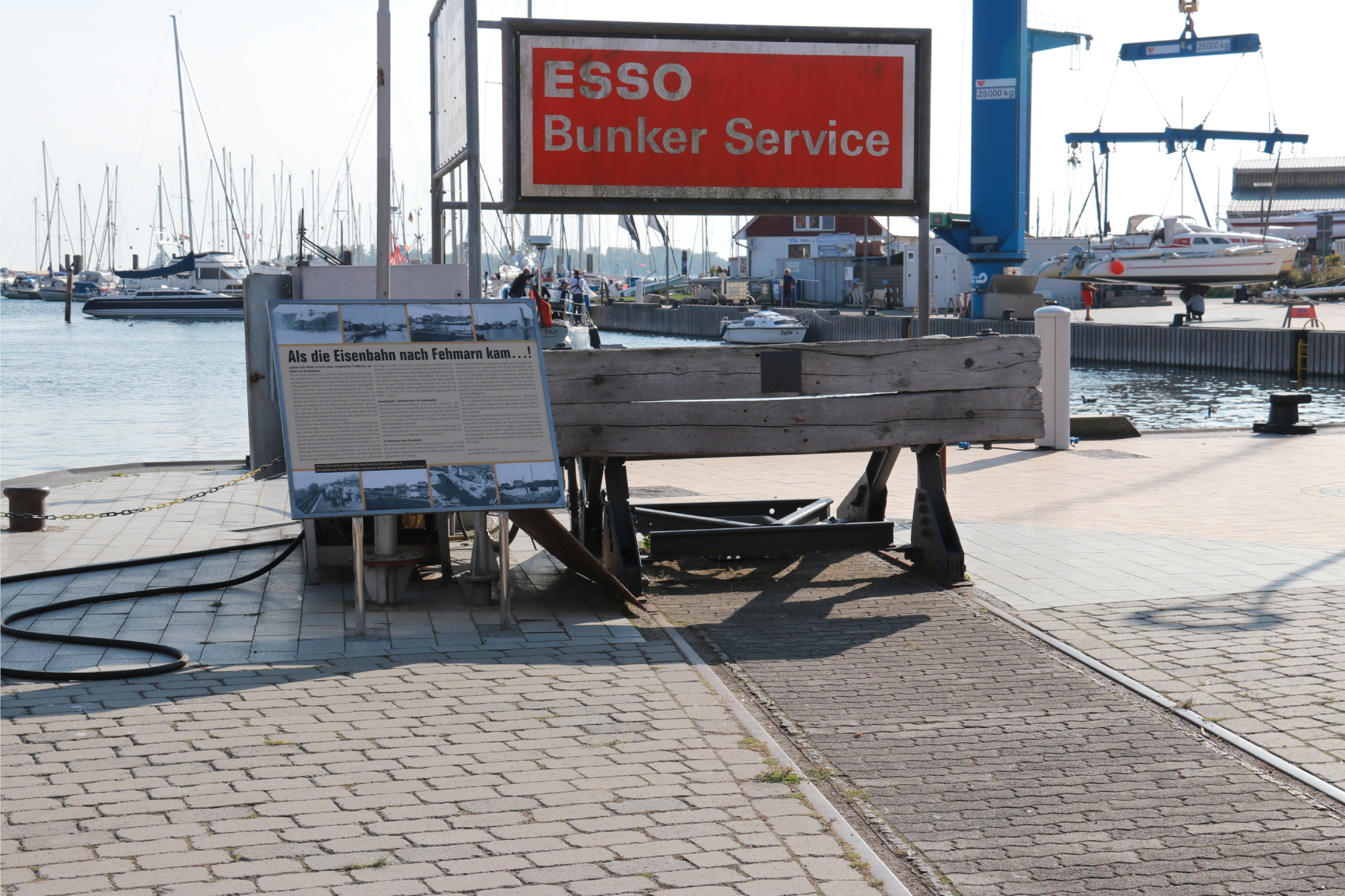
Gleisende am Hafen Burgstaaken

Die Gleisanlagen sind bis auf die Reststrecke nach Burg auf Fehmarn heute größtenteils ab- oder überbaut worden. Reste der ursprünglichen Inselbahn finden sich noch in den Häfen Burgstaaken und Orth sowie östlich von und in Landkirchen; der ehemalige Fährhafen am Bahnhof Fehmarnsund wurde zu einer Werft umgebaut. Der frühere Bahnhof Petersdorf wurde in ein Wohnhaus umgewandelt, ist jedoch noch als ehemaliges Bahnhofsgebäude zu erkennen. Vor ihm sind noch einige Meter Gleise erhalten und gut zu sehen.
Die Anbindung vom Festland nach Puttgarden wurde zwischenzeitlich regelmäßig mit Regionalbahnen aus Lübeck bedient (an Sommerwochenenden auch Hamburg). Die Regionalbahnen hielten seit 2010 auch wieder im Haltepunkt Burg auf Fehmarn. Im Sommer verkehrten täglich ein bis zwei IC-Züge von und nach Hamburg und Köln. Der Güterverkehr auf der Vogelfluglinie ist seit 1997 eingestellt, weil mit Inbetriebnahme der festen Verbindung über den Großen Belt in Dänemark die mit großem Rangieraufwand verbundene Verladung der Güterwagen auf Fährschiffe weniger wirtschaftlich wurde.
Der vertraglich vereinbarte Neubau einer festen Querung des Fehmarnbelts in Richtung Dänemark hat zur vorübergehenden Einstellung des Eisenbahnverkehrs auf der Insel Fehmarn geführt. Geplant sind die Elektrifizierung der Strecke von Lübeck bis Nykøbing und später ein durchgehender zweigleisiger Ausbau. Bereits mit dem Fahrplanwechsel im Dezember 2019 wurde der Zugverkehr nach Kopenhagen über Fehmarn eingestellt und bis zur Inbetriebnahme des Tunnels über die Festlandverbindung umgeleitet, da auf dänischer Seite die Vorarbeiten an der Bahntrasse für die feste Beltquerung beginnen. Damit endete der Trajektverkehr von Puttgarden nach Rodby.
Die Anbindung aller Orte der Insel geschieht heute ausschließlich durch Busverkehr entweder der Deutsche-Bahn-eigenen Autokraft oder des Schienenersatzverkehrs nach Lübeck und seit 1997 auch durch den Bürgerbus Fehmarn, der durch den Bürgerbusverein Fehmarn e. V. betrieben wird.
Am 31. Juli 2010 wurde der neu gebaute Haltepunkt Fehmarn-Burg (Burg auf Fehmarn) in Betrieb genommen. Der neue Haltepunkt liegt etwa 100 m vor dem früheren Bahnhof Burg. Er soll im Rahmen des Ausbaus der Vogelfluglinie zu einem mehrgleisigen Regional- und Fernbahnhof erweitert werden. Bereits bis 2022 wurde der Haltpunkt neben den Regionalzügen der Strecke Lübeck–Puttgarden auch von einzelnen Intercity-Zügen bedient. Betrieben werden die letzten 600 Meter Gleise samt dem Haltepunkt bislang von der AKN Eisenbahn AG. Notfallmanagement und die Betreuung des Bahnhofs obliegen hingegen der Deutschen Bahn. Durch ein Gleisdreieck können Züge den Haltepunkt Fehmarn-Burg sowohl in Richtung Lübeck als auch in Richtung Puttgarden verlassen.